# Bobby Braumiller
Bobby Braumiller (fl. XX secolo) è stato un bobbista tedesco.

## Biografia
Ai campionati mondiali vinse una medaglia d'argento nel 1938, nel bob a quattro esibendosi con Franz Kemser, Werner Windhaus e Hanns Kilian.